# روثا مشرقية
الروثا المشرقية (باللاتينية: Salsola orientalis) نوع نباتي يتبع جنس الروثا من الفصيلة القطيفية. هو من النباتات ذات الأهمية الرعوية.

## الموئل والانتشار
موطنها المشرق العربي والمغرب العربي والقوقاز.